# Широкая Долина (Полтавская область)
Широкая Долина (укр. Широка Долина) — село, Широкодолинский сельский совет, Великобагачанский район, Полтавская область, Украина.
Код КОАТУУ — 5320285701. Население по переписи 2001 года составляло 453 человека.
Является административным центром Широкодолинского сельского совета, в который, кроме того, входят сёла Багачка, Бехтерщина, Суржки и Павелковщина.

## Географическое положение
Село Широкая Долина находится у истоков реки Вовнянка. На расстоянии до 1 км расположено село Бехтерщина. Рядом проходит автомобильная дорога Т-1719.

## История
Село основано в XIX веке.

## Экономика
- Молочно-товарная ферма.

## Объекты социальной сферы
- Школа I—II ст.
- Дом культуры.